# 千歳市立向陽台小学校
千歳市立向陽台小学校（ちとせしりつこうようだいしょうがっこう）は、北海道千歳市若草に所在する公立小学校。

## 沿革
年表
- 1981年（昭和56年）- 向陽台小学校（仮称）建設工事着工、市教育委員会で校名が決定[1]。
- 1982年（昭和57年）- 千歳小学校から千歳市立向陽台小学校が分離開校、校章制定、学校教育目標制定[1]。
- 1983年（昭和58年）- 校歌制定[1]。
- 1984年（昭和59年）- 体育館完成[1]。
- 1986年（昭和61年）- 校舎増築工事（普通教室4、多目的教室3）完成[1]。
- 1991年（平成3年）- 校舎増築工事（普通教室8）完成、特別教室（視聴覚室）工事完成、特別教室（図書室、図工室）工事完成[1]。
- 1994年（平成6年）- 児童935名、26学級[注 1][1]。
- 1995年（平成7年）- 学校創生事業「自然を学ぶ広場」を造成[1]。
- 1996年（平成8年）- 家庭科室改修工事、物置新築工事が完了[1]。
- 1997年（平成9年）- 泉沢小学校が分離[1]。
- 1998年（平成10年）- 校舎改修工事完了[注 2]、特別支援学級（知的、情緒）開設[1]。
- 2000年（平成12年）- 図書室改修工事完了[1]。
- 2001年（平成13年）- 2・3階多目的室改修、コンピュータ室・図工室完成[1]。
- 2002年（平成14年）- 向陽台小学童クラブが移設[1]。
- 2003年（平成15年）- 特別支援学級（難聴）開設、理科室改修工事完了[1]。
- 2004年（平成16年）- 特別支援学級（肢体不自由）開設[1]。
- 2015年（平成27年）- 大規模改修（校舎と体育館の外壁、屋根など）工事[1]。
- 2017年（平成29年）- 校舎給水管改修工事[1]。
- 2018年（平成30年）- 講堂非構造部材耐震改修工事[1]。
- 2019年（令和元年）- 体育館トイレ洋式化工事[1]。
- 2020年（令和2年）- 地域社会貢献工事施工[1]。
- 2021年（令和3年）- 地域社会貢献工事施工[1]。
- 2022年（令和4年）- 地域社会貢献工事施工[1]。

## 教育目標
- 「知」すすんで考える子[2]。
- 「情」すなおで思いやりのある子[2]。
- 「意」ねばり強くやりぬく子[2]。
- 「体」明るくたくましい子[2]。

## 学校行事
学校行事は以下の通り。
- 4月 - 前期始業式、入学式、学力検査（2-6年）、知能検査（2・5年）、全国学力学習状況調査（6年）
- 5月 - 遠足
- 6月 - 総合学習（4年）、運動会
- 7月 - 全国体力調査（5年）、総合学習（3年）、夏季休業
- 8月 - 修学旅行（6年）
- 9月 - 社会見学（1-4年）、宿泊学習（5年）
- 10月 - 前期終業式、秋季休業、後期始業式
- 11月 - 学芸発表会、半導体教室（5年）
- 12月 - 冬季休業
- 1月 - スケート学習
- 2月 - 空港チャレンジ（5-6年）、アイヌ出前授業（4年）
- 3月 - 卒業式、修了式、学年末休業

## 通学区域
通学区域は以下の通り。
- 若草
- 白樺
- 里美
- 泉沢の一部

## 進学先中学校
- 千歳市立向陽台中学校

## 交通アクセス
バス
- 千歳相互観光バス 泉沢向陽台線・泉沢市民病院線「近隣グランド前」停留所下車、徒歩4分[5]。